# Герб Лукім'я
Герб Лукім'я — офіційний символ села Лукім'я, Лубенського району Полтавської області, затверджений 23 грудня 2003 р. сесією Лукімської сільської ради. 
Автор герба — А. Гречило.

## Опис герба
У синьому полі золотий лапчастий хрест із напівкруглими виступами на кінцях, над ним — золотий лук із натягнутою вгору стрілою.

## Зміст
Зображення хреста та натягнутого лука зі стрілою використовувалося на лукомських міських і сотенних печатках із ХVІІ-ХVІІІ ст.
Щит увінчано червоною міською короною, що вказує на село, яке давніше було містечком.